# (308635) 2005 YU55
(308635) 2005 YU55 (également écrit 2005 YU55) est un astéroïde Apollon potentiellement dangereux d'environ 400 mètres de diamètre.
Il a été découvert par Robert S. McMillan à l'observatoire de Kitt Peak, le 28 décembre 2005.
En février 2010, il a été placé au niveau 1 de l'échelle de Turin. Le 19 avril 2010, des mesures faites par le radiotélescope d'Arecibo a réduit l'incertitude des éléments de l'orbite de moitié. Ces résultats éliminèrent la possibilité d'un impact avec la Terre dans les 100 ans à venir. Il a été retiré de la liste du système Sentry, le 22 avril 2010.

## Approche de 2011
Le 8 novembre 2011 à 23 h 28 TU, il passe à environ 0,85 fois la distance lunaire, soit 0,002 17 UA ou 325 000 km de la Terre. Quelques heures plus tard, le 9 novembre 2011 à 7 h 13 TU, il passe à 239 000 km (0,00160 UA) de la Lune. Avec une magnitude apparente de 11, il est observable avec des jumelles ou autres instruments avec un objectif d'au moins 70 mm.

Schéma du passage de 2011.

## Futurs passages
Le 19 janvier 2029 il passera à 280 000 km (0,0019 UA) de Vénus. Ce passage déterminera les orbites futures de cet astéroïde et donc les circonstances précises de ses passages à proximité de la Terre, comme en novembre 2041.